# Пиексямяки
Пи́ексямяки (фин. Pieksämäki) — город и муниципалитет в провинции Южное Саво в Финляндии. Численность населения составляет 17 040 человек (2023). Площадь города 1836,40 км², из которых водная поверхность занимает 266,56 км². Плотность населения — 12,03 чел/км². Пиексямяки граничит с такими муниципалитетами, как Ханкасалми, Йоройнен, Юва, Кангасниеми, Леппявирта, Миккели, Рауталампи и Суоненйоки. Расстояние до Хельсинки — 292 км.

## История
Для региона Пиексямяки характерен сформированный ледником моренный ландшафт. Здесь на моренных грядах постоянные поселения начали формироваться в 15–16 веках. Согласно последним исследованиям, территория региона Пиексямяки непрерывно заселена уже на протяжении более 5000 лет.
Волость Пиексямяки была основана в 1574–1575 годах. Территория старого Пиексямяки была довольно значительной: помимо современной она включала в себя также почти всю территорию Хаукивуори и основную часть территорий Кангасниеми и Суоненйоки. Мощным стимулом развития Пиексямяки стало строительство в 1889 году железной дороги Саво, которая связала города Коувола и Куопио. В 1914 году была построена поперечная ветка железной дороги, связавшая Пиексямяки с Савонлинной. В настоящее время в городе действует музей, посвящённый истории железной дороги Саво. 
Посёлок Пиексямяки был отделён от волости в 1930 году, а в 1962 году он получил статус города. В 2007 году к муниципалитету Пиексямяки была присоединена коммуна Пиексянмаа (была сформирована в 2004 году путём слияния сельской общины Пиексямяки, коммуны Яппиля и коммуны Виртасалми).

## Населённые пункты, входящие в состав муниципалитета
Хаапакоски, Халкокумпу, Хейняселкя, Хиетакюля, Хяллинмяки, Карьяланкюля – Пирттимяки, Яппиля, Котамяки, Куккаромяки, Кюлмямяки, Кярпю, Липеромяки – Матарамяки, Лянгелмяки, Монтола, Ненонпелто, Нискамяки, Палтанен, Партахарью – Ламминмяки, Руммукка, Руухилампи, Сиикамяки – Пейпосъярви, Сювянси, Тихусниеми, Валкеамяки, Ваная, Вехмаскюля, Венетмяки, Виртасалми.

## Генеральный план и архитектура
Город Пиексямяки спроектирован в соответствии с продуманным генеральным планом. Центральная улица (фин. Keskuskatu), являющаяся стержневым элементом городской планировки, была предусмотрена генпланом 1934 года, разработанным архитектором Отто-Иивари Меурманом. План Меурмана, в свою очередь, базируется на частично воплощённом в  жизнь генплане 1922 года, составленном архитектурным бюро Юсси и Тойво Паатела: в нем уже имеется эскиз этой городской магистрали. Проходящая сквозь весь город центральная улица, ведущая от железнодорожного вокзала к водонапорной башне, считается хорошим примером единой архитектурной линии. Многие здания, расположенные вдоль центральной улицы, представляют собой хорошо сохранившиеся образцы архитектурного функционализма. Среди зданий и строений стоит упомянуть водонапорную башню (1956, архитектор Аарне Эрвин), дом Мерилуото (1925), в котором провела детство поэтесса Айла Мерилуото, ворота спортивной площадки (1920-е годы), здание центральной школы (1929, сегодня гимназия, архитекторы Аарне Эрянен и Мартти Вяликангас), здание шюцкора (1939, архитектор Юсси Лаппи-Сеппяля), дом Сеппонена (1939, архитектор Пекка Саарема), здание Национального паевого банка (1940, архитектор Эркки Хуттунен), здание кооперативного товарищества (1938, архитектор Валде Ауланко), здание сберегательного банка Южного Саво (1967, архитекторы Кайя и Хейкки Сирен) и здание церкви городского прихода с приходским центром (1968, архитекторы Кейо Сирём и Ола Туомисто). Кескускату и сегодня является главной улицей города. Она включена в число представляющих культурную ценность городских ландшафтных зон национального значения. 
В число интересных зданий города также включается здание старого паровозного депо (1890–1955, после  капитального ремонта в 2015 году используемое как центр для проведения выставок, концертов, семинаров, спортивных и развлекательных мероприятий), здание культурного центра Полеени (1989, архитекторы К. В. Гуллихсен, Е. Кайрамо, Т. Вормала), Латомо (бывш. «Дом Библии», типография и канцелярия внутреннего миссионерского общества) (1944, архитектор Юрьё А. Васкинен), здание старой ратуши (1918, архитекторы Валтер и Ивар Тхоме), здание полицейского управления и уездного суда (архитектор Каарло Леппянен), здание старой церкви (1753) и колокольня (1746).

## Межевой камень на первой границе между Новгородом и Швецией
В Пиексямяки, на берегу озера Вангасъярви (Наараярви), находится межевой камень, установленный на первой границе между Новгородской республикой и Шведским королевством в соответствии с Ореховским миром.

## Распределительный лагерь военнопленных
Во время советско-финской войны 1941—1944 гг. финские войска захватили тысячи советских военнопленных. Военнопленные Советской армии размещались в концентрационных лагерях, находившихся в разных частях Финляндии. Один из крупнейших распределительных лагерей военнопленных находился в Пиексямяки (Наараярви). В задачи распределительного лагеря входило содержание военнопленных в карантине, составление списков военнопленных, их разделение и допрос. Из распределительного лагеря военнопленные переправлялись в специализированные лагеря.
Строительство распределительного лагеря для военнопленных в Наараярви началось в 1941 году под командованием фенрика Пентти Пуллинена. Военнопленные начали прибывать в недостроенный лагерь уже летом того же года. За три года через распределительный лагерь прошло около 10000 военнопленных. В первую зиму, в 1942 году, смертность в лагере была очень высокой по причине нехватки тёплой одежды, продовольствия и эпидемии сыпного тифа, однако с осени 1942 года до закрытия лагеря в ноябре 1944-го умерших военнопленных было всего 40 человек. Общее число погибших в лагере военнопленных составило 2813 человек. Братская могила советских военнопленных располагается на территории бывшего распределительного лагеря (в настоящее время тюрьма Наараярви). На братской могиле установлен памятник погибшим военнопленным.

## Экология
Специалисты отмечают, что в регионе Пиексямяки некоторые виды озерных рыб, а также съедобных грибов до сих пор (после загрязнений, причинённых Чернобыльской аварией) содержат повышенный уровень цезия и других радиоактивных веществ, не являющихся, однако, опасными для жизни человека.